# 사토미 코타로
사토미 코타로(일본어: 里見 浩太朗, 1936년 11월 28일 ~ )는 일본의 배우이자 가수이다. 구예명은 카가미 쇼고로(ja:鏡 小五郎)와 후지카와 카즈오(ja:富士川一夫), 영화 출연의 주요 시기에는 사토미 코타로(ja:里見浩太郎)이며, 본명은 사노 쿠니토시(일본어: 佐野 邦俊)이다. 소속사는 자신의 사무소이던 사토미 프로모션의 사장이며, 예력이 반세기를 넘어서는 시대극 배우이다. 신장 173cm이다.

## 미토 코몬 3역 주역 경력 수료
그는 많은 사극에 출연했는데, 그 중 미토 코몬에서는 아쓰미 가쿠노신(渥美格之進, 1959년), 사사키 스게사부로(佐々木助三郎, 1971년 ~ 1988년), 그리고 미토 미쓰쿠니(2002년 ~ 2011년)역으로 장기간 출연하였다.